# Jerzy Arnold
Jerzy Grzegorz Arnold (ur. 29 grudnia 1791 w Warszawie, zm. 18 grudnia 1858) – pułkownik wojsk Królestwa Polskiego, inżynier, uczestnik powstania listopadowego, honorowy obywatel Wolnego Miasta Krakowa, jeden z budowniczych Kanału Augustowskiego.

## Życiorys
Urodził się w rodzinie znanego lekarza Jerzego Chrystiana i jego żony Rozalii z Roesslerów.
Od 1809 w wojsku Księstwa Warszawskiego jako kanonier w artylerii. W kwietniu 1811 ukończył Szkołę Aplikacyjną i dostał przydział do Twierdzy Modlin. Odbył kampanię 1812 i po upadku Modlina dostał się do niewoli rosyjskiej. Po zwolnieniu z niewoli od stycznia 1815 w armii Królestwa Polskiego. Służył w kwatermistrzostwie generalnym. W latach 1816–1819 brał udział w wytyczaniu granic między Królestwem a Wolnym Miastem Krakowem. W nagrodę 17 lutego 1819 otrzymał tytuł honorowego obywatela Wolnego Miasta Krakowa. Od 1823 pracował przy budowie Kanału Augustowskiego i do niego należała budowa śluz Gorczyca i Dąbrówka. W 1827 odznaczony został krzyżem św. Włodzimierza i w grudniu 1829 krzyżem św. Anny 2 klasy; w 1830 otrzymał znak honorowy za 15 lat nieskazitelnej służby oficerskiej.
Wziął udział w powstaniu listopadowym i odznaczył się w bitwie o Olszynkę Grochowską. Został odznaczony Złotym Krzyżem Virtuti Militarii oraz otrzymał awans do stopnia pułkownika. We wrześniu 1831 złożył dymisję. Od 1835 pracował w cywilnym Zarządzie Dróg i Komunikacji. W 1840 był inżynierem obwodu piotrkowskiego i następnie inżynierem gubernialnym w Suwałkach. Po przejściu na emeryturę od 1852 osiadł w dobrach Balla Kownacka, które odziedziczył po pierwszej żonie.
Jerzy Arnold był trzykrotnie żonaty: z Barbarą z Wrzesińskich Małkiewiczową, Teklą z Bychawców i Józefiną Dahlen. Zmarł 18 grudnia 1858 i pochowany został na cmentarzu w Sylwanowcach.